# خدای جنگ ۲
خدای جنگ ۲ (انگلیسی: God of War II) یک بازی ویدئویی اکشن-ماجراجویی و هک اند اسلش است که توسط استودیو سنتا مونیکا توسعه یافته و به‌وسیلهٔ سونی کامپیوتر انترتینمنت عرضه شده‌است. این بازی دومین قسمت در مجموعهٔ خدای جنگ و دنبالهٔ خدای جنگ (۲۰۰۵) به‌شمار می‌رود که نخستین بار در ۱۳ مارس ۲۰۰۷ برای کنسول پلی‌استیشن ۲ منتشر شد.
خدای جنگ ۲ مبتنی بر اساطیر یونانی است که داستان آن در یونان باستان روایت می‌شود و مضمون اصلی آن انتقام است. بازیکن کنترل قهرمان داستان یعنی کریتوس، خدای جنگ جدید، را بر عهده دارد که خدای جنگ سابق، آرس را کشته‌است. کریتوس از سوی پادشاه المپ‌نشینان، یعنی زئوس مورد خیانت قرار می‌گیرد و زئوس او را از خدا بودن سلب کرد و کشت. کریتوس به آرامی وارد دنیای مردگان می‌شود، اما توسط گایای تیتان نجات پیدا می‌کند و گایا به او دستور می‌دهند تا خواهران سرنوشت را پیدا کند، زیرا آن‌ها قادر بودند به کریتوس توانایی سفر در زمان و برگشت به گذشته را دهند تا انتقام خود را از زئوس بگیرد و از خیانت او جلوگیری کند.
گیم‌پلی بازی مشابهٔ قسمت قبلی این مجموعه است. تمرکز گیم‌پلی بازی بر مبارزات بر پایهٔ کمبوها است که از طریق سلاح اصلی بازیکن — تیغه‌های آتنا — و سلاح‌های دیگری که در طول بازی به دست می‌آیند، قابل اجرا است. همچنین این بازی شامل رویداد فوری است که درخواست انجام سریع کنش‌های مختلف را با کنترلر برای شکست دادن دشمنان قوی‌تر یا غول آخر مهیا می‌سازد. بازیکن توانایی استفاده از چهار قدرت جادویی و یک ارتقادهندهٔ قدرت را به عنوان گزینه‌های انتخابی مبارزات در اختیار دارد. این بازی همچنین دارای عناصر معما و سکوبازی است. خدای جنگ ۲ دارای پازل‌های بهبود یافته‌تر و چهار برابر دشمن بیشتر نسبت به قسمت اول این مجموعه است.
خدای جنگ ۲ به‌عنوان یکی از برترین بازی‌های ویدئویی و همچنین یکی از برترین بازی‌های ویدئویی دنباله‌ای در تمام تاریخ مورد تحسین قرار گرفت و در مراسم گلدن جوی‌استیک به عنوان «بهترین بازی سال پلی‌استیشن» در ۲۰۰۷ انتخاب شد. در سال ۲۰۰۹، آی‌جی‌ان این بازی را دومین بازی برتر پلی‌استیشن ۲ معرفی کرد و همچنین آی‌جی‌ان و گیم‌اسپات آن را «آواز قوی» دورهٔ پلی‌استیشن ۲ یاد کردند. کمپلکس در سال ۲۰۱۲ خدای جنگ ۲ را بهترین بازی ویدئویی پلی استیشن ۲ در تمام تاریخ نامید. این بازی در هفتهٔ اول عرضه به پرفروش‌ترین بازی بریتانیا تبدیل شد و تا ۴٫۲ میلیون نسخه فروش پیش رفت که شانزدهمین بازی پرفروش پلی‌استیشن ۲ شد. نسخهٔ ریمستر خدای جنگ ۲ در کنار خدای جنگ در ۱۷ نوامبر ۲۰۰۷ به عنوان بخشی از کالکشن خدای جنگ برای پلی‌استیشن ۳ منتشر شد. همچنین نسخهٔ ریمستر این بازی بار دیگر در ۲۸ اوت ۲۰۱۲ به‌عنوان حماسۀ خدای جنگ برای پلی‌استیشن ۳ منتشر شد. در فوریهٔ ۲۰۱۳ رمانی از این بازی به چاپ رسید. دنبالهٔ این بازی، خدای جنگ ۳ در سال ۲۰۱۰ عرضه شد.

## گیم پلی
خدای جنگ ۲ بازی ویدئویی اکشن-ماجراجویی با عناصر هک اند اسلش است. این یک بازی ویدئویی تک‌نفره با نمای سوم‌شخص است که از منظر دوربین ثابت مشاهده می‌شود. بازیکن کنترل شخصیت کریتوس را در سبک کمبو، سکوبازی و عناصر بازی معمایی به عهده دارد و با دشمنانی از جمله هارپی، مینوتور، گورگون، شیردال، سیکلوپ‌ها، سربروس، سیرن، ساتیر و نیمف مبارزه می‌کند که عمدتاً برگرفته از اساطیر یونانی هستند. هیولاهای دیگری از جمله لژیونرهای مرده متحرک، زاغ‌ها، بربرهای ارواح، اربابان جانوران، سگ‌های هار، گرازهای وحشی، و ارتش سرنوشت‌ها، از جمله نگهبانان، محافظان، جوگرنات‌ها و کاهنان اعظم به‌طور خاص برای بازی ساخته شدند. بسیاری از حملات کمبو به‌کاررفته در بازی اول خدای جنگ دوباره در این بازی قرار دارند و غول آخر این بازی دو برابر بیش‌تر و پازل‌های آن دشوارتر از قسمت قبلی این بازی است. عناصر پلتفرم بازی از بازیکن می‌خواهند از دیوارها و نردبان‌ها بالا برود، از پرتگاه‌های عظیم بپرد، روی پیچ و خم کاری‌ها حرکت کند، و میان تیرسازه‌ها تعادل برقرار کند. برخی از معماها ساده هستند، مانند جابه‌جایی یک جعبه به طوری که بازیکن بتواند از آن به عنوان نقطه پرش برای دسترسی به مسیری غیرقابل دسترس استفاده کند؛ اما برخی دیگر پیچیده‌تر هستند، مانند یافتن چندین آیتم در مناطق مختلف بازی برای باز کردن قفل در.
علاوه بر صندوقچه‌های سلامت، جادو و تجربه که در سرتاسر دنیای بازی یافت می‌شود، سه صندوق مافوق نیز برای یافتن وجود دارد. دو عدد از این صندوقچه‌ها به‌ترتیب مقیاس سلامتی و جادویی را افزایش می‌دهد و صندوق سوم حاوی مقدار زیادی گوی قرمز و طلایی است. چندین کوزه نیز در بازی پنهان شده‌است (به‌عنوان مثال کوزهٔ گایا) که پس از اتمام بازی، در طول نیو گیم پلاس توانایی‌های ویژه‌ای (به‌عنوان مثال جادوی نامحدود) را باز می‌کند.

## مبارزات
سلاح اصلی کریتوس یک جفت تیغه متصل به زنجیر که به دور مچ دست و بازو او پیچیده شده‌است. سلاح‌ها "تیغه‌های آتنا "نام دارد. بازیکن توانایی انجام حرکت‌های تهاجمی مختلف را در انواع متنوع توسط این سلاح دارد که بعضی از این حرکات متنوع در طول بازی قابل استفاده می‌شوند. در مسیر پیشروی بازی کریتوس سلاح‌های دیگری مانند «چکش بربرها» یا «نیزه تقدیر» را به دست می‌آورد. سلاح اصلی کریتوس نیز به‌طور دوره ای در طول بازی با ارتقا پیدا کردن، ویژگی‌های مبارزاتی جدید ارائه می‌دهد. هرچند کریتوس بازی را با " تیغه‌های آتناً و قدرت " خشم پوزئیدون " (که هر دو در آخرین درجه قدرت و ارتقا هستند) شروع می‌کند اما با گذشت مدتی از بازی و در مواجه کریتوس با زئوس، قدرت تیغه‌ها کاهش پیدا می‌کند و «خشم پوزئیدون» نیز از دست می‌رود. (قدرت «خشم پوزئیدون» در طول بازی و با جمع‌آوری نوارهای قرمز ارتقا می‌یابد می شود و با جمع‌آوری پر سیمرغ میزان آن دوباره افزایش می‌یابد). همانند نسخه پیشین بازی کریتوس نحوه استفاده چهار قدرت جادویی را در طول بازی می‌آموزد، مانند «آفت تیفون» (typhon's bane) که مانند یک تیر و کمان برای نابود کردن اهداف دور استفاده می‌شود. دیگر قدرت‌های جادویی شامل «خشم کرونوس»، " لرزه اطلس "، "سر یورائل " هستند. قدرت ویژه «خشم خدایان» با قدرت «خشم تایتان ها» جایگزین شده‌است. برخلاف نسخه پیشین بازی، میزان خشم خدایان، که مدت زمان استفاده از این قدرت را نشان می‌دهد، دیگر برای پرشدن مقدار آن نیاز به استفاده کامل از آن نیست، بازیکن در بازی با زدن دکمه، توانایی متوقف کردن استفاده از این قدرت را دارد.
شی باستانی «سه شاخه پوزئیدون» از نسخه اول همچنان در بازی وجود دارد و کریتوس از دیگر اشیا باستانی دیگری که در طول بازی به دست می‌آورد نیز می‌تواند استفاده کند، از جمله «طلسم شکن تقدیر» (amulet of fate)، پشم زرین و بال‌های ایکاروس که هر کدام از این اشیا باستانی در مکان مشخصی از بازی و با پیشرفت در طول بازی به دست می‌آید. برای مثال "amulet of fate" زمان بازی را آهسته‌تر می‌کند و به بازیکن اجازه حل معماها را می‌دهد که در حالت عادی قابل حل کردن نیست و آهسته شدن زمان تأثیری بر کریتوس ندارد. "amulet of fate" مدت زمان استفاده محدودی دارد قبل از اینکه دوباره نیاز به شارژ داشته باشد (که به صورت خودکار اتفاق می‌افتد و توسط نوار زمانی"amulet of fate" نشان داده می‌شود). پشم زرین ضربات و گلوله‌های پرتابی از سوی دشمنان به سمت خودشان منحرف می‌کند. بال‌های ایکاروس به کریتوس قابلیت پرواز در صورت وجود نوعی بخار مخصوص در طول بازی و پرواز از روی دره‌هایی که با پرش معمولی قابل عبور کردن نیستند را می‌دهد.
بخش چالش بازی که «چالش خدایان» نام دارد (هفت مرحله) از بازیکنان انجام یک سری از کارها (مانند کشتن تمام دشمنان بدون مورد حمله قرار گرفتن) را درخواست می‌کند. بازیکن با انجام این مراحل ممکن است لباس‌های جایزه، ویدیوهای پشت صحنه و هنر مفهومی شخصیت‌ها و محیط‌های بازی را به عنوان جایزه باز کند. به علاوه، بازیکن می‌تواند از توانایی‌های که در urn of the power (نوعی گلدان یونانی)هایی که در طول اولین تجربه بازی پیدا می‌شود، استفاده. کند. کامل کردن بازی با هر درجه سختی و جمع‌آوری ۱۲ چشم سیکلوپ‌ها، جوایز اضافی را باز می‌کند. یک مود جدید بازی به نام "arena of the fate" که با تکمیل چالش‌ها باز می‌شود، بازیکن توانایی انتخاب درجه سختی دلخواه و انتخاب هر نوع دشمن برای مبارزه و بهبود توانایی‌ها، دارد.

## داستان
کریتوس که بعد از مرگ اریس تبدیل به خدای جنگ شده، هنوز از کابوس‌های گذشته در عذاب است و دیگر خدایان به‌دلیل شیوه‌های مخربش از او فاصله گرفته‌اند. او با نادیده گرفتن هشدارهای آتنا، در حمله به رودس به ارتش اسپارت می‌پیوندد، که طی آن یک عقاب غول‌پیکر ناگهان بخش عظیمی از قدرتش را خارج می‌کند و از آن برای جان بخشیدن به کلوسوس رودز استفاده می‌کند. در حین مبارزه با این مجسمه، زئوس شمشیر قدرتمند المپوس که برای پایان دادن به جنگ بزرگ از آن استفاده کرده بود را به کریتوس پیشنهاد می‌دهد و کریتوس را ملزم می‌کند تا باقی‌ماندهٔ قدرت خدایی خود را به آن شمشیر دهد. اگرچه کریتوس یک بار دیگر فانی شد، اما کلوسوس را شکست می‌دهد و به طرز فجیعی مجروح می‌شود. عقاب خودش را آشکار می‌کند که معلوم می‌شود در تمام مدت زئوس بوده و می‌گوید که مجبور شده در این موضوع مداخله کند زیرا آتنا از انجام آن خودداری کرده‌بود. سپس زئوس آخرین فرصت را به کریتوس می‌دهد تا به خدایان وفادار باشد، اما کریتوس امتناع می‌کند. زئوس که از سرپیچی او خشمگین می‌شود، کریتوس را با همان شمشیر می‌کشد و ارتش اسپارت را نابود می‌کند.
کریتوس به آرامی وارد دنیای مردگان می‌شود، اما توسط یکی از تایتان‌ها نجات میابد او خود را گایا مادر زمین معرفی می‌کند. گایا به کریتوس می‌گوید که زئوس را در کودکی بزرگ کرده بود ولی به‌خاطر ظلمی که پدرش کرونوس بر خواهران و برادرانش تحمیل کرده بود در نهایت به تایتان‌ها خیانت کرد. او به کریتوس دستور می‌دهد تا «خواهران سرنوشت» را پیدا کند، زیرا می‌توانند زمان را تغییر دهند و از مرگ او جلوگیری کنند و با انجام این کار کریتوس می‌تواند از زئوس انتقام بگیرد. کریتوس با یاری پگاسوس، توانست محل برادر گایا یعنی تایفون را پیدا کند. تایفون که در زیر یک کوه محبوس شده، از ورود او خشمگین می‌شود و پگاسوس را به دام می‌اندازد که کریتوس مجبور می‌شود پیاده راه خود را طی کند. کریتوس با تایتان پرومته روبرو می‌شود که به شکل فانی به زنجیر کشیده شده و به دستور زئوس برای آتش دادن به بشر شکنجه می‌شود. پرومته التماس می‌کند که از این عذاب آزاد شود و کریتوس کمان جادویی او را می‌دزدد. او تایفون را با کمان کور می‌کند و سپس با آن پرومته را از شکنجه آزاد می‌کند که در شعله‌های آتش المپ می‌میرد و در نهایت از شکنجهٔ ابدی آزاد می‌شود. این آتش‌سوزی قدرت تایتان‌ها را آزاد می‌کند که کریتوس آن را جذب و از آن برای آزاد کردن پگاسوس استفاده می‌کند و سپس به سوی جزیرهٔ آفرینش پرواز می‌کند.
کریتوس قبل از رسیدن به جزیره با تسئوس مبارزه می‌کند و او را می‌کشد تا اسب‌های سنگی غول‌پیکر زمان — هدیه‌ای از طرف کرونوس به خواهران سرنوشت در تلاش برای تغییر سرنوشت خود — را بیدار کند و با آن به سوی جزیره رود. کریتوس در آن‌جا با چندین دشمن روبرو می‌شود و آن‌ها را شکست می‌دهد همانند الریک پادشاه بربرها که توسط اریس از دنیای مردگان برگشته بود. برخی از آن‌ها نیز به دنبال خواهران سرنوشت بودند. پس از شکست دادن ایکاروس که از دشمنان او بود، کریتوس در نهایت با تایتان اطلس که اسیر شده روبرو می‌شود که در ابتدا کریتوس را به خاطر شرایط فعلی‌اش رنجیده بود. پس از اینکه کریتوس قصد خود را به او توضیح داد، اطلس می‌گوید که گایا و سایر تایتان‌ها نیز به دنبال انتقام از زئوس برای شکست در جنگ بزرگ هستند. اطلس همچنین نشان می‌دهد که شمشیر المپوس کلید شکست دادن زئوس است و به او کمک می‌کند تا به «کاخ سرنوشت» برسد.
پس از فرار از تله‌ها و شکست دادن تعداد بیشتری از دشمنان از جمله کراکن، کریتوس با دشمنی پنهان مواجه می‌شود که بعداً معلوم می‌شود که یک سرباز وفادار اسپارتی در جستجوی خواهران سرنوشت است. سرباز پیش از مرگش به کریتوس اطلاع می‌دهد که زئوس اسپارتا را در غیاب او ویران کرده‌است. کریتوس که خشمگین شده، انگیزهٔ بیشتری پیدا می‌کند و ققنوس را آزاد می‌کند. او سوار این موجود وارد قلعهٔ خواهران می‌شود و در آن‌جا با دو نفر به نام‌های لاکسیس و اتروپوس روبرو می‌شود. پس از رد درخواست او برای تغییر زمان، کریتوس با آن‌ها مبارزه می‌کند. در طی این مبارزه، خواهران سعی دارند نتیجهٔ نبرد کریتوس با آرس را تغییر دهند، اما کریتوس هر دوی آن‌ها را در زمان زندانی می‌کند و سپس با خواهر باقی‌مانده، کلوتو، روبرو می‌شود. او با استفاده تیغه ای بزرگ کلوتو را می‌کشد و آینهٔ سرنوشت را به دست می‌آورد تا به نقطه‌ای برگردد که زئوس به او خیانت کرد.
کریتوس زئوس را غافل‌گیر می‌کند، شمشیر المپوس را در دست می‌گیرد و در نهایت او را ناتوان می‌کند. آتنا در مبارزه مداخله می‌کند و از کریتوس می‌خواهد که متوقف شود، زیرا با کشتن زئوس، او المپوس را نابود خواهد کرد. کریتوس او را نادیده می‌گیرد و سعی می‌کند زئوس را بکشد، اما آتنا خود را قربانی می‌کند و خود را به شمشیر می‌چسباند و اجازهٔ فرار زئوس را می‌دهد. آتنا قبل از مرگ فاش می‌کند که کریتوس در واقع پسر زئوس است. زئوس می‌ترسید کریتوس او را غصب کند، درست همان‌طور که زئوس پدر خود، کرونوس را غصب کرده بود. کریتوس اعلام می‌کند که حکومت خدایان به پایان رسیده‌است، سپس به گذشته سفر می‌کند و تایتان‌ها را درست قبل از شکستشان در جنگ بزرگ نجات می‌دهد. او همراه با تایتان‌ها به زمان حال برمی‌گردد و خدایان شاهد صعود دشمنان سابقشان به کوه المپ هستند. کریتوس که بر پشت گایا ایستاده‌است، اعلام می‌کند که نابودی المپوس را به ارمغان آورده‌است.

## بازتاب
| گردآورنده  | امتیاز |
| ---------- | ------ |
| گیم‌رنکینگز | ۹۲٫۶۸٪ |
| متاکریتیک  | ۹۳/۱۰۰ |

| ناشر                    | امتیاز  |
| ----------------------- | ------- |
| وان‌آپ.کام               | A       |
| الکترونیک گیمینگ مانثلی | ۹٫۱۷/۱۰ |
| یوروگیمر                | ۹/۱۰    |
| گیم‌پرو                  | ۵/۵     |
| گیم‌اسپات                | ۹٫۲/۱۰  |
| گیم‌تریلرز               | ۹٫۵/۱۰  |
| آی‌جی‌ان                  | ۹٫۷/۱۰  |
| پلی                     | ۹٫۵/۱۰  |

### توضیحات
1. ↑  شرح‌شده در اولین بازی خدای جنگ
2. ↑  شرح‌شده در خدای جنگ: زنجیرهای المپ
3. ↑  زمینه‌سازی رویدادهای خدای جنگ ۳